# Willa Jodłowa
Willa Jodłowa (Dom Jodeł, niem. Tannenheim) – zabytkowa willa w Gdańsku-Oliwie. Mieści się przy alei Grunwaldzkiej, głównej arterii Trójmiasta. Została zbudowana w 1898. Właścicielem posesji w 1899 był gdański rzeźnik Henryk Fromm. Od 1985 widnieje w rejestrze zabytków.